# Astronesthes richardsoni
Astronesthes richardsoni és una espècie de peix marí de la família dels estòmids i de l'ordre dels estomiformes.

## Morfologia
Els adults poden assolir 15,9 cm de longitud total.

## Alimentació
Menja peixos i crustacis.

## Hàbitat
És un peix marí i d'aigües profundes que viu entre 275-1.000 m de fondària.

## Distribució geogràfica
Es troba a l'Atlàntic oriental (des de Mauritània fins a Angola i Namíbia), l'oceà Atlàntic occidental (el Golf de Mèxic i les Bahames), el sud-oest de l'Atlàntic (25° 27′ S, 35° 56′ W) i d'altres zones atlàntiques (20°N-10°S).